# Vitaly Zdorovetskiy
Vitaly Zdorovetskiy /vɪˈtæli zəˌdɒrəˈvjɛtski/ (russo:  Вита́лий Здорове́цкий; Murmansk – 8 de março de 1992), mais conhecido por seu nome de usuário do YouTube VitalyzdTv, é um YouTuber, criador de conteúdo e empresário russo-estadunidense. Em novembro de 2019, seu canal principal no YouTube alcançou mais de 1,7 bilhão de visualizações e mais de 10 milhões de inscritos, enquanto seu canal de vlogs teve mais de 270 milhões de visualizações e 1,93 milhão de inscritos.

## Biografia
Zdorovetskiy nasceu em uma família judia russa em Murmansk em 8 de março de 1992. Quando criança, morou na cidade ucraniana de Odessa. Ele cresceu em Boca Raton, Flórida, nos Estados Unidos. Zdorovetskiy tentou se tornar um skatista profissional na infância, mas desistiu devido a lesões.
No vídeo intitulado "Why I Did Porn!", Zdorovetskiy diz ao público que conseguiu seu primeiro emprego aos 15 anos como coletor de lixo e ganhava US$ 5,00 por hora. Seu segundo emprego foi como homem-placa, vestido de Tio Sam, ganhando US$ 20 por 3 horas de trabalho. Depois disso, Vitaly conseguiu um emprego como auxiliar de limpeza num restaurante em Miami, Flórida. Ele também afirma ter perdido a virgindade aos 11 anos com sua professora. Logo após completar 18 anos, Zdorovetskiy participou de uma cena de um filme adulto com a atriz pornográfica Diamond Kitty para a empresa de entretenimento adulto Bang Bros em 2011.

## Carreira
Em 2012, Zdorovetskiy recebeu seu primeiro sucesso significativo, com o vídeo "Miami Zombie Attack Prank!" inspirado pelo ataque canibal de um morador de rua em Miami em maio de 2012, Zdorovetskiy se vestiu de zumbi e viajou para alguns dos bairros mais pobres de Miami para assustar pessoas aleatórias. Em janeiro de 2015, o vídeo "Miami Zombie Attack Prank!" tinha mais de 30 milhões de visualizações. Uma pegadinha de sequela foi produzida em Columbus, Ohio. O vídeo obteve cinco milhões de visualizações em uma semana no YouTube.
Em 16 de junho de 2012, Zdorovetskiy e o cinegrafista Jonathan Vanegas filmaram o vídeo "Russian Hitman Prank". Como parte da pegadinha, Zdorovetskiy se aproximou de um homem de um resort em Boca Raton, Flórida e informou que eles tinham 60 segundos para fugir de uma pasta que ele colocou no chão. Depois que Zdorovetskiy revelou que tudo era uma brincadeira e que havia uma câmera escondida por perto, o homem começou a atacar ele e seu parceiro e chamou a polícia. Zdorovetskiy foi preso pelo departamento de polícia de Boca Raton, enfrentando um máximo de 15 anos de prisão por acusações de ameaça de detonar uma bomba. Na época da brincadeira, o canal de Zdorovetskiy no YouTube tinha apenas cerca de 100.000 assinantes, mas após o incidente, seu canal cresceu para mais de quatro milhões de assinantes em pouco mais de um ano.
Em 20 de julho de 2013, Zdorovetskiy lançou o vídeo "Extreme Homeless Man Makeover", no qual ele faz amizade com um sem-teto chamado Martin e fornece roupas novas e um quarto de hotel. A publicação do vídeo resultou em uma oferta de emprego que Martin aceitou. Ele também se reuniu com sua esposa. O projeto também incluiu uma tentativa de arrecadar dinheiro para consertar os dentes de Martin, pelos quais Zdorovetskiy conseguiu arrecadar cerca de US$ 10.000 on-line. A campanha de angariação de fundos foi cancelada antes de ser concluída, devido ao histórico criminal de Zdorovetskiy. No entanto, Zdorovetskiy recebeu várias ofertas de cirurgiões para fazer o trabalho odontológico gratuitamente. A cirurgia e a história em vídeo foram exibidas em telejornais da televisão americana, incluindo o programa matinal Good Day LA Fox.
A pegadinha "Gold Digger Prank", que apresenta uma mulher que rejeita Zdorovetskiy até que ela o vê dirigindo um carro esportivo Lamborghini Gallardo, gerou mais de 18 milhões de visualizações em sua primeira semana de publicação tornando VitalyzdTv o terceiro canal mais assistido no mundo nesta semana, com mais de 45 milhões de visualizações.
Em 2014, ele foi preso por invadir o campo durante a Final da Copa do Mundo FIFA de 2014 entre a Alemanha e a Argentina no Brasil. Em 15 de outubro do mesmo ano, Zdorovetskiy fez uma pegadinha disfarçando-se como Leatherface do filme The Texas Chain Saw Massacre fingindo serrar as pernas do paciente com síndrome de Hanhart Nick Santonastasso com uma serra elétrica na frente de pessoas inocentes. A pegadinha se tornou viral, recebendo mais de 30 milhões de visualizações em 3 semanas.
Em 25 de maio de 2016, Zdorovetskiy foi preso por invasão de propriedade após subir no Letreiro de Hollywood, como parte de um vídeo. Em 10 de junho, Zdorovetskiy foi novamente preso por invadir a quadra durante o Jogo 4 das Finais da NBA de 2016 entreo Cleveland Cavaliers e o Golden State Warriors, com autoridades rapidamente apreendendo e prendendo o YouTuber. Durante o final do 7º turno do Jogo 5 da Série Mundial de Baseball de 2017, ele foi preso invadir o campo do Minute Maid Park logo após Carlos Correa, do Houston Astros, bater um home run.
Em 31 de dezembro de 2017, Zdorovetskiy e sua namorada foram retirados do Boca Raton Resort porque postagens na internet foram descobertas sobre uma possível pegadinha de véspera de Ano Novo, mas Zdorovetskiy disse que não tinha intenção de fazer vídeos de pegadinha no resort. Durante a Final da Liga dos Campeões da UEFA de 2019, sua namorada Kinsey Wolanski invadiu o campo vestindo um maiô com o logotipo do site de Zdorovetskiy, "Vitaly Uncensored". Zdorovetskiy está atualmente enfrentando uma proibição de participar de grandes eventos esportivos devido a suas brincadeiras e Wolanski provavelmente terá uma proibição semelhante. No entanto, durante a Final da Copa do Mundo de Críquete de 2019 entre a Inglaterra e a Nova Zelândia, a mãe de Zdorovetskiy, Elena Vulitsky tentou imitar o sucesso da namorada de seu filho na final da Liga dos Campeões. Vulitsky foi fotografada vestindo uma roupa com o logotipo "Vitaly Uncensored", mas foi impedida pelos comissários de invadir o campo.

## Vida pessoal
Zdorovetskiy atualmente vive em Los Angeles, Califórnia. Ele fez um filme com seus amigos Roman Atwood e Dennis Roady, ambos colegas do YouTube. Em novembro de 2015 a empresa Lionsgate adquiriu oficialmente os direitos de distribuição mundial do filme Natural Born Pranksters. Em sua estréia, o filme recebeu críticas negativas dos telespectadores com uma classificação média de 3,6 de 10 no IMDb, e 3,3 de 10 no Metacritic.
Em janeiro de 2020, Zdorovetskiy foi preso e passou cinco dias em uma prisão egípcia após escalar as Pirâmides de Gizé. Em abril de 2020, Zdorovetskiy foi novamente preso por supostamente agredir aleatoriamente uma atleta em Miami Beach. Ele foi libertado sob custódia depois de pagar uma fiança de US$ 7.500.